# Magica Emmanuelle
Magica Emmanuelle  è un film TV del 1993 diretto da Francis Leroi ispirato al personaggio creato da Emmanuelle Arsan.

## Trama
In questa nuova avventura Emmanuelle attraversa l'Africa insieme a due giovani amiche e sorelle per recarsi al matrimonio di un'amica comune. Durante l'esotico viaggio trasformerà le amiche in donne mature, attraverso un percorso che le porterà a scoprire le regole della passione e della lussuria. Infine, per giungere a destinazione, le tre sedurranno poi un pilota che le accompagnerà al luogo del matrimonio.